# Aysel Taş
Aysel Taş (ur. 21 października 1964) – turecka lekkoatletka, która specjalizowała się w rzucie oszczepem.
W roku 1995 bez powodzenia startowała w mistrzostwach świata. Uczestniczka igrzysk olimpijskich w Atlancie (1996) - z wynikiem 57,86 zajęła 18. lokatę i nie wywalczyła awansu do finału. Brązowa medalistka igrzysk śródziemnomorskich, które w 1991 odbył się w Atenach. Mistrzyni Turcji w 1985, 1991, 1993, 1995 oraz 1996. 
Rekord życiowy: 61,13 (1998).